# Rose Hill (Santa Lucía)
Rose Hill es una localidad de Santa Lucía, que forma parte del distrito de Castries.